# Johann Friedrich Hector Philippi

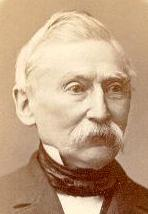
Johann Friedrich Hector Philippi (Foto 1875)

Johann Friedrich Hector Philippi (* 16. März 1802 in Hannover; † 1. Januar 1880 in Poppelsdorf bei Bonn) war ein deutscher Jurist und nationalliberales Mitglied des preußischen Abgeordnetenhauses.

## Leben
Philippi war der jüngste Sohn von Johann Jacob Martin Philippi Marianne Amalia geb. Wertheimer. Er studierte Rechtswissenschaften und Philosophie an der Rheinischen Friedrich-Wilhelms-Universität Bonn und der Ruprecht-Karls-Universität Heidelberg. Während seines Studiums wurde er 1820 Mitglied der Alten Bonner Burschenschaft. Anschließend absolvierte er den Vorbereitungsdienst für den preußischen Justizdienst. Als Assessor arbeitet er ab 1827 für die Staatsanwaltschaften beim Landgericht Köln und beim Landgericht Kleve. Dort wurde er 1831 zum Staatsprokurator ernannt. Im Jahr 1838 wechselte er als Appellationsgerichtsrat nach Köln. Zwischen 1848 und 1875 war Philippi Präsident des Landgerichts Elberfeld.
Nach dem Elberfelder Aufstand gegen die Gegenrevolution in Preußen gehörte Philippi 1849 zu einer Delegation, die bei der preußischen Regierung in Berlin darum bitten sollte, die Stadt nach der Revolution „wieder in Gnaden“ aufzunehmen. Die entsprechenden Verhandlungen führte er hauptsächlich mit Joseph von Radowitz.
Im Jahr 1869 wurde Philippi als parteiloser Abgeordneter für den Wahlkreis Düsseldorf 2 (Stadtkreise Elberfeld und Barmen) in das Preußische Abgeordnetenhaus gewählt. Dort schloss er sich zunächst als Hospitant der nationalliberalen Partei an, ehe er 1873 deren Mitglied wurde. Im Jahr 1873 wurde er wiedergewählt. Aus Gesundheitsgründen legte er aber schon am 18. Mai 1874 das Mandat nieder.
Philippi schrieb verschiedene juristische Kommentare, die teilweise eine mehrfache Auflage erlebten. Dazu gehörten Kommentare zu den Zivilstandsgesetzen (zuerst 1838), der Vormundschaftsordnung (zuerst 1859) sowie zur Hypothekenordnung (1860). Diese Arbeiten waren viel genutzte Handbücher des rheinischen Rechts.
Für seine Verdienste um die Stadt Elberfeld wurde er 1875 zum Ehrenbürger ernannt. Außerdem wurde ihm 1873 der Ehrentitel eines Geheimen Oberjustizrats und 1868 die Ehrendoktorwürde (als Dr. jur. utr. h. c.) der Universität Bonn verliehen.

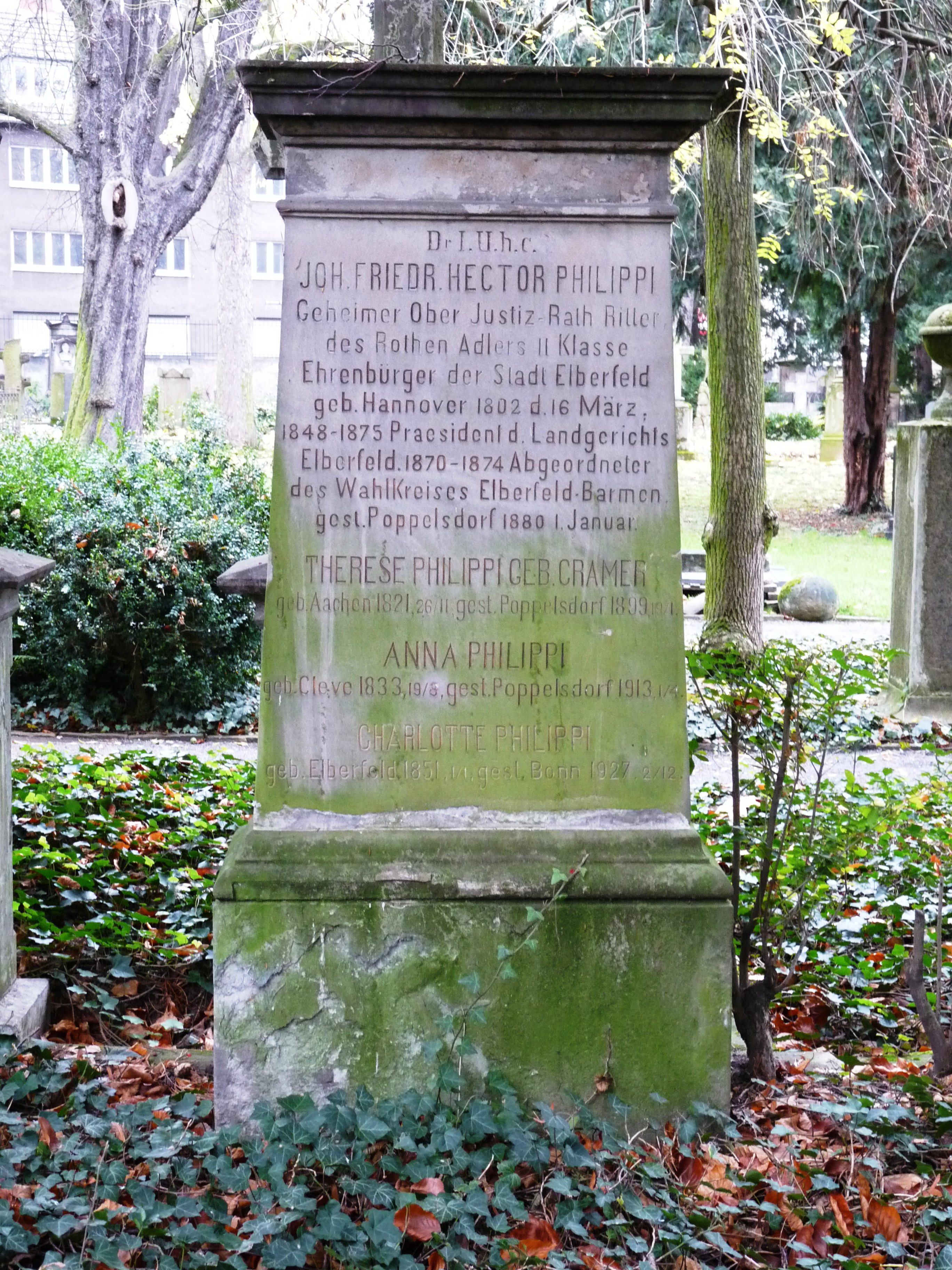
Grabstelle auf dem alten Friedhof Bonn (Foto 2008)

Er ist begraben auf dem Alten Friedhof in Bonn.

## Familie
Philippi war verheiratet
- 1.) mit Friederike Antonetta von Rodenberg (* 29. Juni 1811 (ev.) in Cleve; † 17. Juli 1840 in Köln) Tochter des Carl Johann Bogislaus von Rodenberg und der Eleonore Wilhelmine Friderike Johanna v. Diest,
- 2.) mit Therese Wilhelmine Louise Marianne Cramer (* 26. November 1821 in Aachen; † 17. Januar 1899 in Poppelsdorf), Tochter des Johann Albert Bernhard Cramer (* 4. April 1783 in Hamm; † 12. August 1846 in Köln), Oberregierungsrat in Köln, und der Charlotte Manderbach (* 4. September 1787 in Eppenrod; † 12. Januar 1865 in Köln).

Sein Sohn Heinrich Ludwig Philippi (1838–1874) war Kunstmaler an der Kunstakademie Düsseldorf.
Sein jüngster Sohn Friedrich Philippi (1853–1930) war Hochschullehrer und Direktor des Staatsarchivs Münster, sowie Vorsitzender und Geschäftsführer der Altertumskommission für Westfalen.

## Schriften
- Die Civilstands-Gesetze in der preußischen Rhein-Provinz. Elberfeld 1838 / 1855 / 1865.
- Kommentare zur Vormundschaftsordnung. Elberfeld 1859 / 1870.
- Kommentare zur Hypothekenordnung. Elberfeld 1860.